# Huntochac
Huntochac es una localidad del municipio de Oxkutzcab en el estado de Yucatán, México.

## Toponimia
El nombre (Huntochac) proviene del idioma maya.

## Hechos históricos
- En 1970 cambia su nombre de Hunto-Chac a Huntochac.

## Demografía
Según el censo de 1990 realizado por el INEGI, la población de la localidad era de 287 habitantes, de los cuales 158 eran hombres y 129 eran mujeres.
| 76                          | 308 | 204 | 287 |
| (Fuente: INEGI [Consultar]) |     |     |     |